# Macrocarpaea pinetorum
Macrocarpaea pinetorum är en gentianaväxtart som beskrevs av Brother Alain. Macrocarpaea pinetorum ingår i släktet Macrocarpaea och familjen gentianaväxter. Inga underarter finns listade i Catalogue of Life.